# Acacia resinimarginea
Acacia resinimarginea é uma espécie de leguminosa do gênero Acacia, pertencente à família Fabaceae.